# Вентролатеральная префронтальная кора
Вентролатеральная префронтальная кора (сокр. влПФК) — представляет собой участок префронтальной коры, расположенный в нижней лобной извилине, ограниченный сверху нижней лобной бороздой, а снизу — латеральной бороздой. влПФК связана с анатомическими структурами зоны Бродмана 44, 45, 47 (считающихся субобластями влПФК — передней, средний и задней).
Конкретные функциональные различия были представлены между тремя субрегионами Бродмана влПФК. Существуют также специфические функциональные различия в активности правой и левой влПФК. Исследования нейровизуализации с использованием различных когнитивных задач показали, что правая область влПФК является критическим субстратом контроля. В настоящее время две известные теории определяют правую часть влПФК как ключевую функциональную область. С одной точки зрения считается, что правая влПФК играет критическую роль в торможении моторики, где контроль задействован для остановки или подавления моторных реакций. Альтернативно, Корбетта и Шульман выдвинули гипотезу о том, что существуют две различные лобно-теменные сети, участвующие в пространственном внимании, причем правая влПФК является компонентом правосторонней вентральной сети внимания, которая управляет рефлекторной переориентацией. С этой точки зрения, правая латеральная префронтальная кора вместе с областью, охватывающее правое височно-теменной соединение и нижнюю теменную дольку, задействуется, когда происходят внезапные изменения в окружающей среде, что позволяет предположить, что эти области участвуют в переориентации внимания на перцептивные ощущения. события, происходящие вне текущего фокуса внимания. Кроме того, влПФК является конечной точкой вентрального пути (потока), который несёт информацию о характеристиках стимулов.

## Функции
Вся правая часть влПФК активна во время моторного торможения, играя критическую роль, то есть, когда человек идет и внезапно останавливается, влПФК активируется, чтобы остановить или перекрыть двигательную активность в коре. Правая задняя влПФК (BA 44) активна во время обновления планов действий. Правая средняя влПФК (BA 45) реагирует на неопределенность решения (предположительно у правшей). 